# Ladislav Jaroš
Ladislav Jaroš (10. května 1880 Čechy u Přerova – 18. června 1942 Kounicovy koleje) byl český pedagog, ředitel Státního reálného gymnázia v Holešově a odbojář popravený nacisty.

## Život
Ladislav Jaroš se narodil 10. května 1880 v Čechách na Přerovsku v rodině rolníka. Středoškolské vzdělání získal na gymnáziích v Kroměříži a Přerově, mezi lety 1899 a 1905 studoval na Univerzitě Karlo-Ferdinandově. Celý jeho profesní život je spojen se Státním reálným gymnáziem v Holešově, kde začal působit v roce 1905 a vyučoval zde češtinu, francouzštinu a těsnopis. V roce 1938 byl ustanoven do funkce ředitele, ve které působil do roku 1939, kdy byl po německé okupaci předčasně penzionován. Zabýval se osvětovou činností, byl propagátorem česko-francouzského přátelství, starostou Sokola ve městě a členem jeho výboru, zakladatelem oddílu házené. Vstoupil do protinacistického odboje v organizaci Obrana národa, v rámci které byl ustanoven velitelem pro jihovýchodní Moravu. Za tuto činnost byl v roce 1941 zatčen gestapem, dne 18. června 1942 odsouzen k trestu smrti za přípravu velezrady a popraven v brněnských Kounicových kolejích. Jeho tělo bylo o den později zpopelněno v brněnském krematoriu.

## Ocenění

### Vyznamenání
- Řád čestné legie (v roce 1938 jej po mnichovské konferenci vrátil)

### Posmrtná ocenění

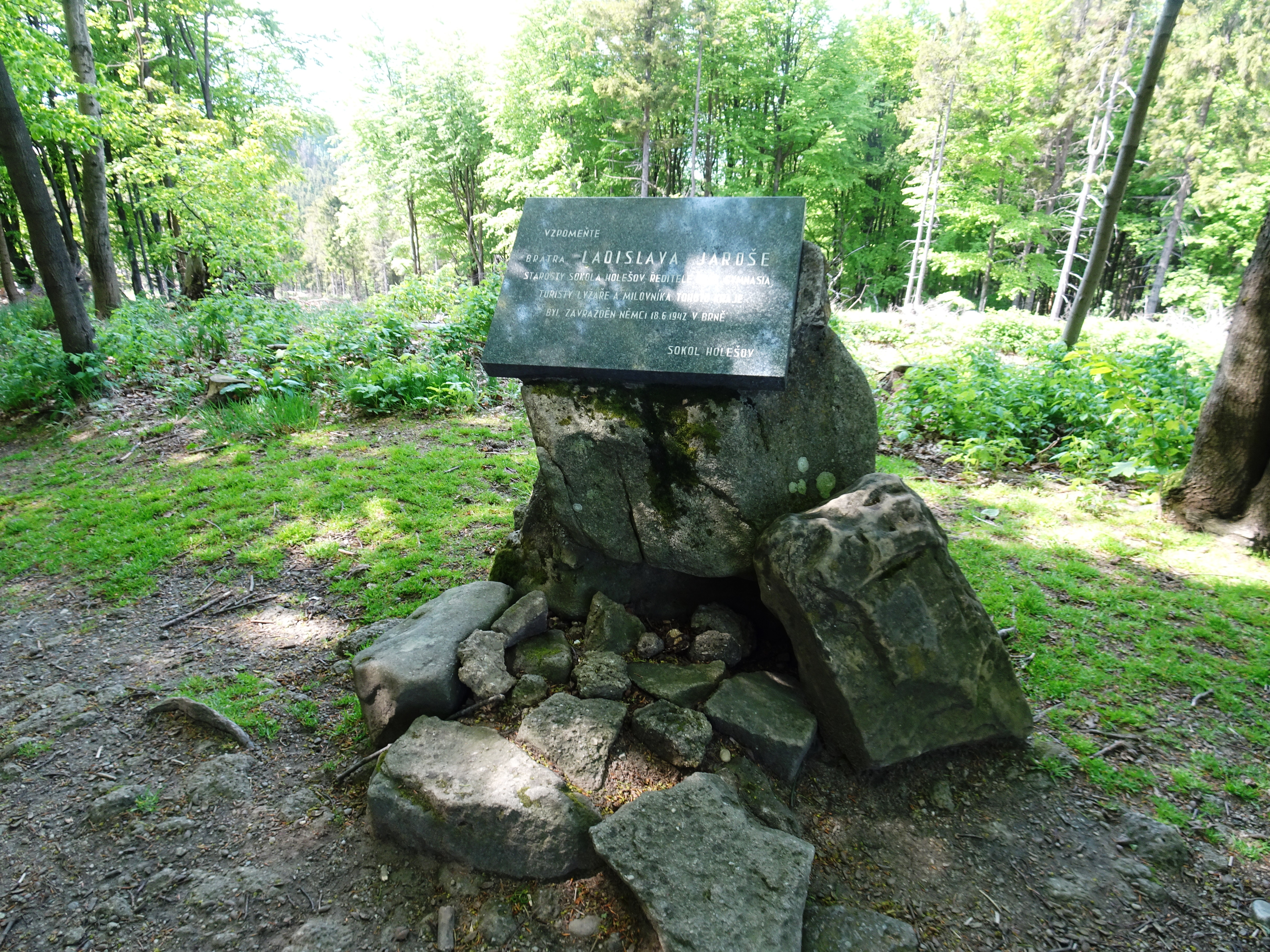
Pomník Ladislava Jaroše na Jehelníku

- Ladislav Jaroš byl v roce 1940 jmenován čestným občanem města Holešova
- Ladislavu Jarošovi byl v roce 1946 na vrcholu Jehelníku odhalena pomník, jeho replika byla odhalena v roce 2019 v Holešově
- Po Ladislavu Jarošovi bylo pojmenováno gymnázium v Holešově, kde působil jako ředitel, v 70. letech byl škole název komunistickou mocí odebrán a v roce 1990 opět navrácen
- Ladislavu Jarošovi byla v roce 1997 ve vestibulu gymnázia v Holešově odhalena pamětní deska[1]